# Псевдобатиаль
Псевдобатиаль — экологическая зона Мирового океана, представляющая собой среднеглубоководную внутришельфовую депрессию  с глубинами от 250—400 до 600—1 200 м  — сравнительно небольшую локальную котловину в пределах шельфа, отделённую от континентального склона мелководной внешней бровкой. Термин «псевдобатиаль» был предложен в 1974 и 1979 годах российским ихтиологом А. П. Андрияшевым в работах, посвященных вертикальной зональности морской донной фауны, прежде всего фауны рыб. Зона псевдобатиали расположена в пределах континентального шельфа между сублиторалью и батиалью на глубинах порядка батиальных, тогда как типичная батиаль находится за пределами шельфа и представляет собой материковый склон. Псевдобатиаль отличается от сходной по происхождению псевдоабиссали значительно меньшими глубинами.
Видовой состав донных и придонно-пелагических рыб, как и других бентических гидробионтов, населяющих псевдобатиаль, заметно отличается от фауны настоящей батиали, т. к. представлен главным образом прибрежными (неритическими) по происхождению видами, проникающими в этой зоне на заметно большие глубины, чем обычно. К псевдобатиальным биотопам относятся внутришельфовые депрессии Антарктиды и Северного Ледовитого океана, Белого и Балтийского морей, южной Аляски, а также изолированные котловины норвежских фьордов и Магелланова пролива.